# Ezo Mobile
Ezo Mobile – wirtualny operator, działający w latach 2007–2015 w oparciu o infrastrukturę PTK Centertel. Właścicielem Ezo Mobile była grupa Telestar sp. z o.o. należąca do spółki medialnej MNI. Sieć oferowała swoje usługi, skierowane głównie dla widzów Ezo TV, w systemie przedpłaconym. Specjalnie dla nich zostały wprowadzone bonusy w postaci rabatu 30% na rozmowy z wróżkami i SMSy do stacji Ezo TV. Operator zakończył swoją działalność 31 marca 2015 roku.